# 小行星1307
小行星1307（1307 Cimmeria）是一颗绕太阳运转的小行星，为主小行星带小行星。该小行星于1930年10月17日发现。
該小行星以辛梅里亞地區命名。

## 轨道参数
小行星1307的轨道半长轴为2.2511256 UA，离心率为0.096。